# Neonectria discophora
Neonectria discophora är en svampart. Neonectria discophora ingår i släktet Neonectria och familjen Nectriaceae.

## Underarter
Arten delas in i följande underarter:
- discophora
- rubi